# Dernier Domicile connu
Dernier domicile connu is een Frans-Italiaanse film van José Giovanni die werd uitgebracht in 1970.
Het scenario is gebaseerd op de roman The Last Known Address (1965) van Joseph Harrington.

## Samenvatting
Parijs. Marceau Léonetti is een ervaren politie-inspecteur met een uitstekende staat van dienst. Op een dag houdt hij een dronken autobestuurder aan. De jonge chauffeur is heel arrogant, roept dat hij de zoon is van een beroemd advocaat en dreigt ermee dat de zaak nog een staartje zal krijgen voor de inspecteur. Twee maanden later wordt Léonetti weggepromoveerd naar een bescheiden wijkcommissariaat in Parijs.
Daar vormt hij team met Jeanne, een jonge vrouwelijke agent. Als eerste opdracht moeten ze perverselingen op het spoor komen die de bioscoopzalen onveilig maken. Daartoe wordt Jeanne ingezet als lokaas.
Op een dag krijgen Marceau en Jeanne een nieuwe, schier onmogelijke opdracht. Ze beschikken slechts over enkele dagen om een zekere Martin op te sporen. Martin is een sinds vijf jaar verdwenen boekhouder die als kroongetuige moet verschijnen in een proces tegen een bekende gangster. De opdrachtgevers speculeren erop dat de rasspeurder in Léonetti zich in de zaak zal vastbijten en hem zal vinden. Léonetti en Jeanne hebben maar één houvast: het laatste gekende adres van de getuige. Ze ondervinden algauw dat de medeplichtigen van de gangster eveneens op zoek zijn naar Martin.

## Rolverdeling
| Acteur            | Personage                                       |
| ----------------- | ----------------------------------------------- |
| Lino Ventura      | politie-inspecteur Marceau Léonetti             |
| Marlène Jobert    | Jeanne Dumas, de nieuwe collega van Marceau     |
| Philippe March    | Roger Martin, de verdwenen getuige              |
| Bianca Saury      | Marie Martin                                    |
| Michel Constantin | Greg, de handlanger                             |
| Alain Mottet      | Frank Albert, de collega en vriend van Léonetti |
| Paul Crauchet     | Jacques Loring, de buur van de Martin's         |
| Monique Mélinand  | mevrouw Loring, de vrouw van Jacques            |
| Marcel Pérès      | Lenoir                                          |